# Antichton

Gràfic que mostra el planeta Antichton.

Antichton és un planeta imaginari i invisible, també anomenat Antiterra o Contra-terra, que, segons el parer de Fileas (450 - 400 aC) i els pitagòrics, s'interposava entre la Terra i el foc central, protegint-ho d'aquest. Entenien que era invisible pel fet que no podia ser vist a causa que la Terra girava al seu voltant, oferint-li la mateixa cara sempre, que era l'hemisferi del planeta oposat on estava situada Grècia.